# Nationalversammlung (Burkina Faso)
Die Nationalversammlung (Assemblée Nationale) ist das Parlament im Einkammersystem des westafrikanischen Staates Burkina Faso. Sie setzt sich aus 111 Abgeordneten zusammen. Nach gewaltsamen Protesten in Folge einer angestrebten Verfassungsänderung durch den langjährigen Präsidenten Blaise Compaoré wurde sie aufgelöst und durch ein Übergangsparlament, den Nationalen Übergangsrat (Conseil national de la transition) bis zu den Wahlen 2015 ersetzt.

## Geschichte
Vor der Unabhängigkeit des Staates Burkina Faso war das Territorium unter dem Namen Obervolta eine französische Kolonie. Somit wurde am 23. März 1948 mit dem Conseil Général de la Haute-Volta eine erste Volksvertretung eingerichtet. Diese Einrichtung bestand zehn Jahre, für zwei Legislaturperioden, und wurde schließlich im Jahr 1958 in Vorbereitung auf die zu erwartende Unabhängigkeit des Gebietes in Assemblée constituante et législative (Verfassungsgebende und Legislative Versammlung) umbenannt.
Es folgte am 5. August 1960 die Unabhängigkeit und daraus die Gründung der Ersten Republik mit der Assemblée Nationale als Volksvertretung. Seitdem wurde die Arbeit des Parlamentes bereits dreimal durch Staatsstreiche unterbrochen, jedoch immer wieder aufgenommen. Bis zum Jahr 2014 tagte die vierte Nationalversammlung in der Vierten Republik Burkina-Fasos.
Zwischenzeitlich, von 1995 bis 2002 war es das Unterhaus in einem Zweikammersystem, seit der Abschaffung des Oberhauses ist es die einzige Kammer. Dies wurde formal mit einer Verfassungsänderung am 11. Juni 2012 wieder rückgängig gemacht, jedoch bisher nicht umgesetzt.

## Parlamentsgebäude

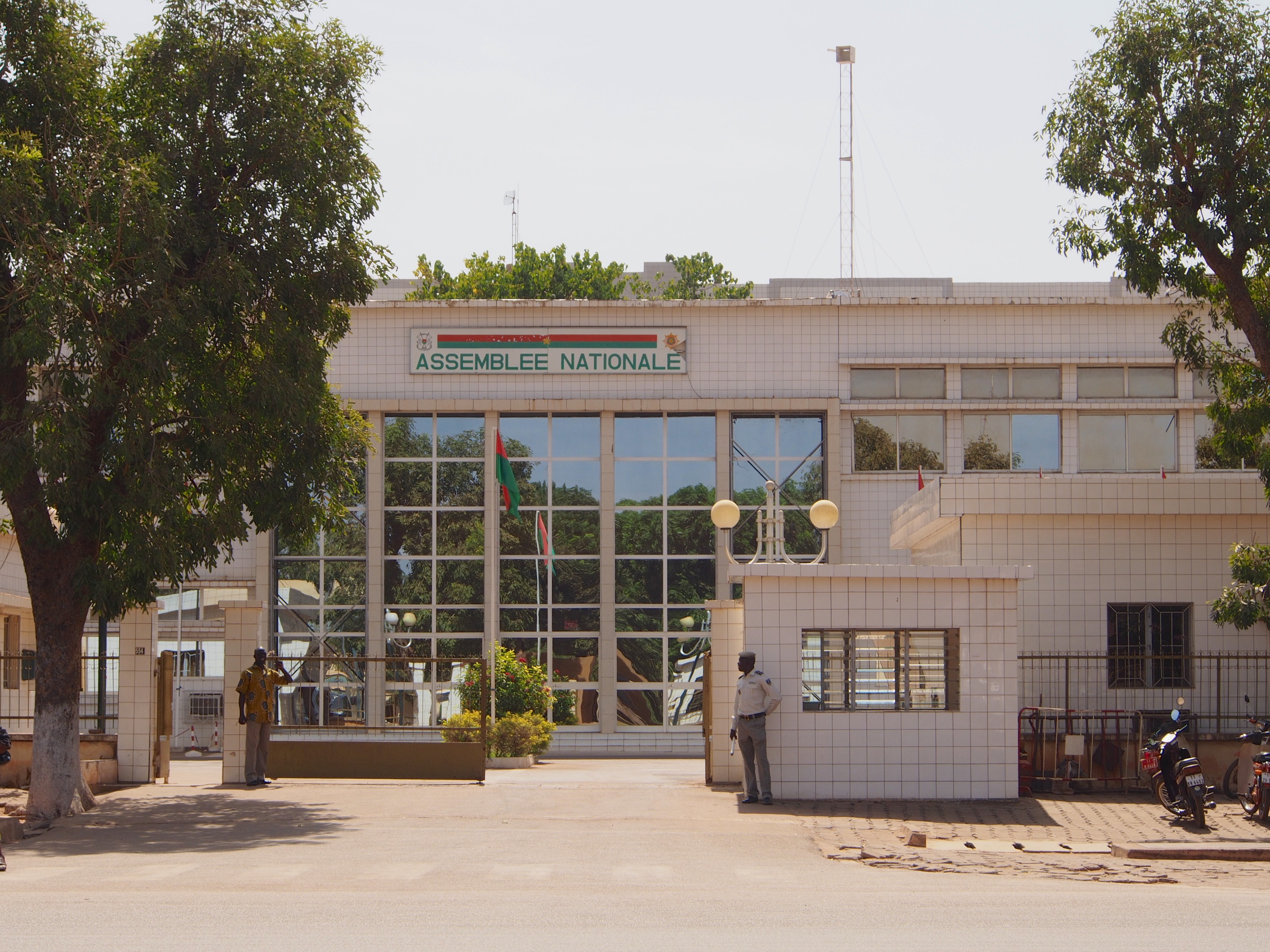
Gebäude der Nationalversammlung bis 2015 (wurde 2015 in Brand gesetzt)

Das Parlament hat seinen Sitz in der Hauptstadt Ouagadougou. Es befindet sich im Stadtteil Koulouba, wo auch der ehemalige Präsidentenpalast und einige Botschaften, sowie zahlreiche Verwaltungsgebäude angesiedelt sind. Die Distanz zum nahegelegenen Internationalen Flughafen beträgt rund 1,5 Kilometer.
Nach Protesten bezüglich einer geplanten Verfassungsänderung des damaligen Präsidenten, welche die Amtszeitbegrenzung aufheben und dem Amt mehr Rechte zusichern sollte, wurde das Gebäude der Nationalversammlung vor der entscheidenden Abstimmung von Anhängern der Oppositionsparteien, welche zu Demonstrationen um die Nationalversammlung aufriefen, gestürmt und anschließend in Brand gesetzt.
Vorschläge für die Weiterverwendung des Gebäudes reichen von einer Sanierung und Wiederverwendung als Parlamentsgebäude bis hin zur Errichtung eines Museums um dem Aufstand zu gedenken.

## Organisation
Wie in vielen Parlamenten üblich organisieren sich die gewählten Mitglieder der Nationalversammlung Burkina Fasos nicht in Parteien, sondern in Fraktionen. Die großen Parteien bilden dabei ihre eigenen Fraktionen, die Vertreter der kleinen Parteien schließen sich entweder einer bestehenden Fraktion an oder formieren zusammen eine eigene, die den Mindestanforderungen von zehn Mitgliedern entsprechen muss.

## Wahl
- PP.: 8
- FDS.: 16
- RPF.: 21
- FVR.: 13
- OSC.: 13

PP.: Fraktion der politischen Parteien
FDS.: Verteidigungs- und Sicherheitskräfte
RPF.: Vertreter des Staatsoberhauptes
FVR.: Forces Vives des Régions
OSC.: Organisation der Zivilgesellschaft
Die letzte Wahl zur Nationalversammlung fand am 22. November 2020 statt, bei der die 127 Abgeordneten gewählt wurden.
Nach dem Putsch am 24. Januar 2022 wurde ein Übergangsparlament bestimmt, das aus 71 Abgeordneten bestand. Das Übergangsparlament wurde am 30. September 2022 aufgelöst.

## Legislaturperioden und Vorsitz
Seit der Unabhängigkeit des Landes hat die Nationalversammlung 10 Legislaturperioden absolviert. Zwischenzeitlich wurde ihre Arbeit durch Staatsstreiche unterbrochen, jedoch wurde die Ordnung immer wiederhergestellt.
| Nr.                                                  | Republik        | Legislatur           | Präsident                  | Amtszeit                            | Partei | Bemerkungen                      |
| ---------------------------------------------------- | --------------- | -------------------- | -------------------------- | ----------------------------------- | ------ | -------------------------------- |
| 1                                                    | Erste Republik  |                      | Begnon-Damien Kone         | 1960–1965                           | RDA    | Putsch am 3. Januar 1966         |
| 2                                                    | Zweite Republik |                      | Joseph Ouedrago            | November 1970–Oktober 1974          | RDA    | Putsch am 8. Februar 1974        |
| 3                                                    | Dritte Republik |                      | Gérard K. Ouedrago         | 1978 – 25. November 1980            | RDA    | Putsch am 25. November 1980      |
| 4                                                    | Vierte Republik | 1. Legislaturperiode | Bognessan Arsène Yé        | Juni 1992 – Juni 1997               | CDP    | Ende der Legislatur              |
| 5                                                    | Vierte Republik | 2. Legislaturperiode | Mélégué Maurice Traoré     | Juni 1997 – Juni 2002               | CDP    | Ende der Legislatur              |
| 6                                                    | Vierte Republik | 3. Legislaturperiode | Roch Marc Kaboré           | Juni 2002 – Juni 2007               | CDP    | Ende der Legislatur              |
| 7                                                    | Vierte Republik | 4. Legislaturperiode | Roch Marc Kaboré           | Juni 2007 – Juni 2012               | CDP    | Ende der Legislatur              |
| 8                                                    | Vierte Republik | 5. Legislaturperiode | Soungalo Ouattara          | Juni 2012 – Oktober 2014            | CDP    | Auflösung des Parlaments         |
| 9                                                    | Vierte Republik | Übergangsparlament   |                            |                                     |        |                                  |
| 10                                                   | Vierte Republik | 7. Legislaturperiode | Roch Marc Kaboré           | 29. November 2015 – 24. Januar 2022 | CDP    | Militärputsch am 24. Januar 2022 |
| 11                                                   | Vierte Republik | 8. Legislaturperiode | Roch Marc Kaboré           | 29. November 2015 – 24. Januar 2022 | CDP    | Militärputsch am 24. Januar 2022 |
| 12                                                   | Vierte Republik | Übergangsparlament   | Paul-Henri Sandaogo Damiba | 2. März 2022 – 30. September 2022   | MPSR * | Putsch am 30. September 2022     |
| 13                                                   | Vierte Republik |                      | Ibrahim Traoré             | seit 30. September 2022             | MPSR * |                                  |
| Quelle: Website der Nationalversammlung (Geschichte) |                 |                      |                            |                                     |        |                                  |

## Übergangsparlament
Nach der Auflösung des Parlaments, der Absetzung des Präsidenten und der Entlassung der Regierung übernahm das Militär am 1. Oktober unter dem Gardeoffizier Isaac Zida die Macht, um die öffentliche Ordnung wiederherzustellen. Er setzte vorübergehend die Verfassung außer Kraft und unterzeichnete am 16. November eine Übergangscharta, welche Parlaments-/ und Präsidentschaftswahlen für den 11. Oktober 2015 festlegte. Der Diplomat Michel Kafando wurde zum Übergangspräsident ernannt und der Grundstein für ein Übergangsparlament, dem Nationalen Übergangsrat (Conseil national de la transition) gelegte.
Dieses Parlament tagte erstmals am 27. November 2014 und setzt sich aus 90 Abgeordneten zusammen. Die Sitze wurden auf die verschiedenen Teile des öffentlichen und politischen Lebens verteilt. So entfallen auf die politischen Parteien insgesamt 40 Sitze, wovon 10 auf die ehemalige Regierungspartei Congrès pour la démocratie et le progrès des langjährigen Präsidenten Blaise Compaoré und 30 auf die Oppositionsparteien entfallen. Außerdem gehen 25 Sitze an die Zivilgesellschaft und 25 Sitze an das Militär. Die Leitung obliegt dem von den Abgeordneten gewählten Präsidenten Moumina Chériff Sy, welcher als Schriftsteller und Journalist dem Lager der Zivilgesellschaft entstammt.
Die Versammlung tagt zurzeit nicht in den Räumlichkeiten der Nationalversammlung, sondern in dem rund zwei Kilometer entfernten Hotel der Abgeordneten (l’hôtel du député). Ende des Monats Juli 2015 wurde bekannt, dass die Abgeordneten eine Verfassungsänderung planen, welche die Amtszeit zukünftiger Staatspräsidenten auf maximal 10 Jahre begrenzen würde, um eine Wiederholung des gegenwärtigen Zustandes zu vermeiden. Die Bevölkerung wird darüber in einem Referendum befragt werden.